# V-J Day in Times Square

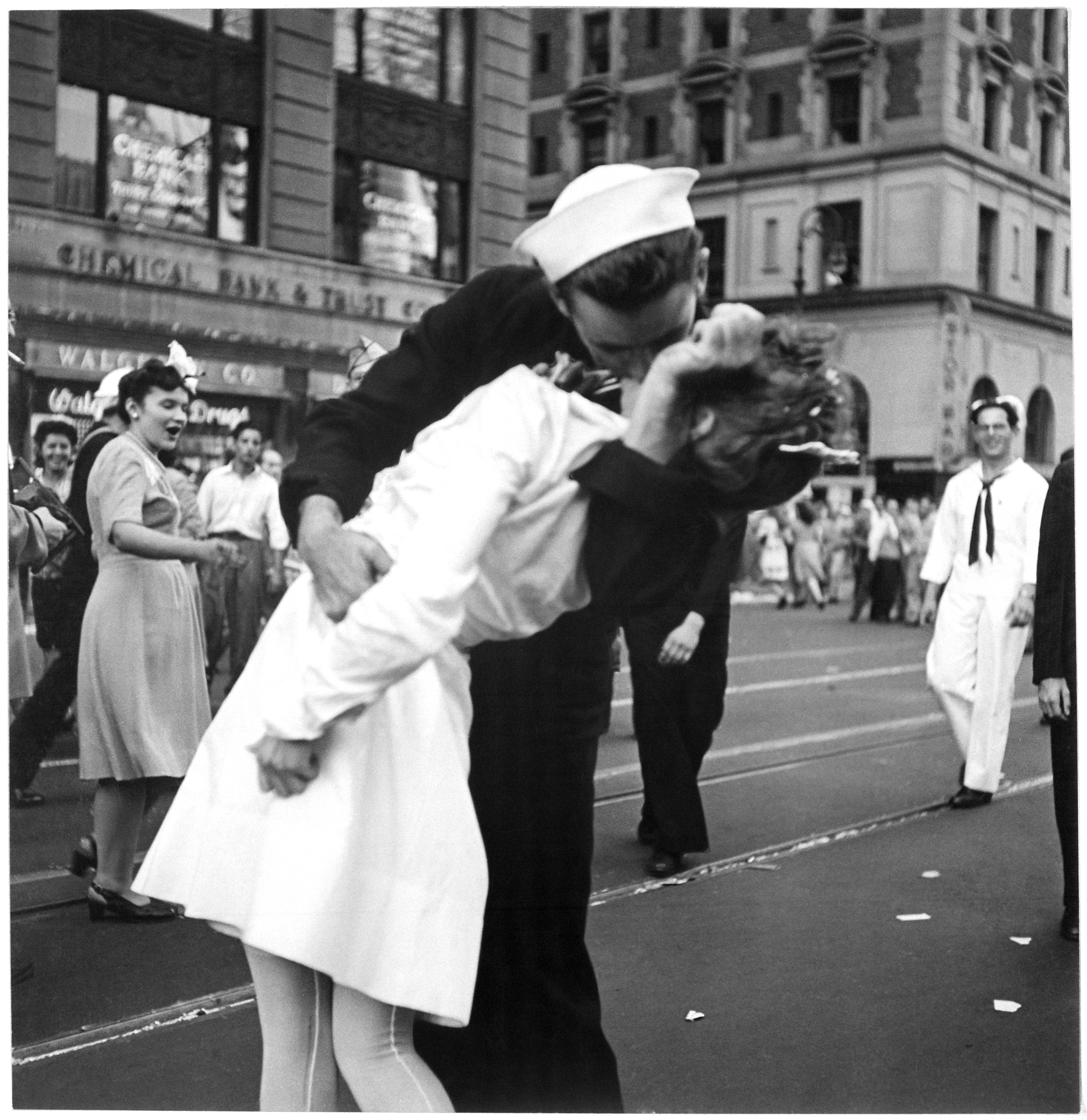
Fotografía de la misma escena pero desde otro ángulo tomada por Victor Jorgensen.

V-J Day in Times Square (también conocida como V-Day y The Kiss) es una famosa fotografía de Alfred Eisenstaedt que retrata a un marinero estadounidense besando a una joven mujer vestida de blanco durante las celebraciones del Día de la Victoria sobre Japón en Times Square el 14 de agosto de 1945. La fotografía fue originalmente publicada una semana después en la revista Life, entre otras muchas fotografías de las celebraciones en el país, presentadas en una sección de doce páginas llamada Victory. La imagen de dos personas besándose era la favorita de los fotógrafos que cubrían la guerra en la época y muchos de ellos animaban a las personas a posar de esta forma. Sin embargo, Eisenstaedt estaba fotografiando un acontecimiento espontáneo, que ocurrió en Times Square con el anuncio del fin de la Segunda Guerra Mundial realizado por el presidente Harry S. Truman.

## Identificación de los protagonistas

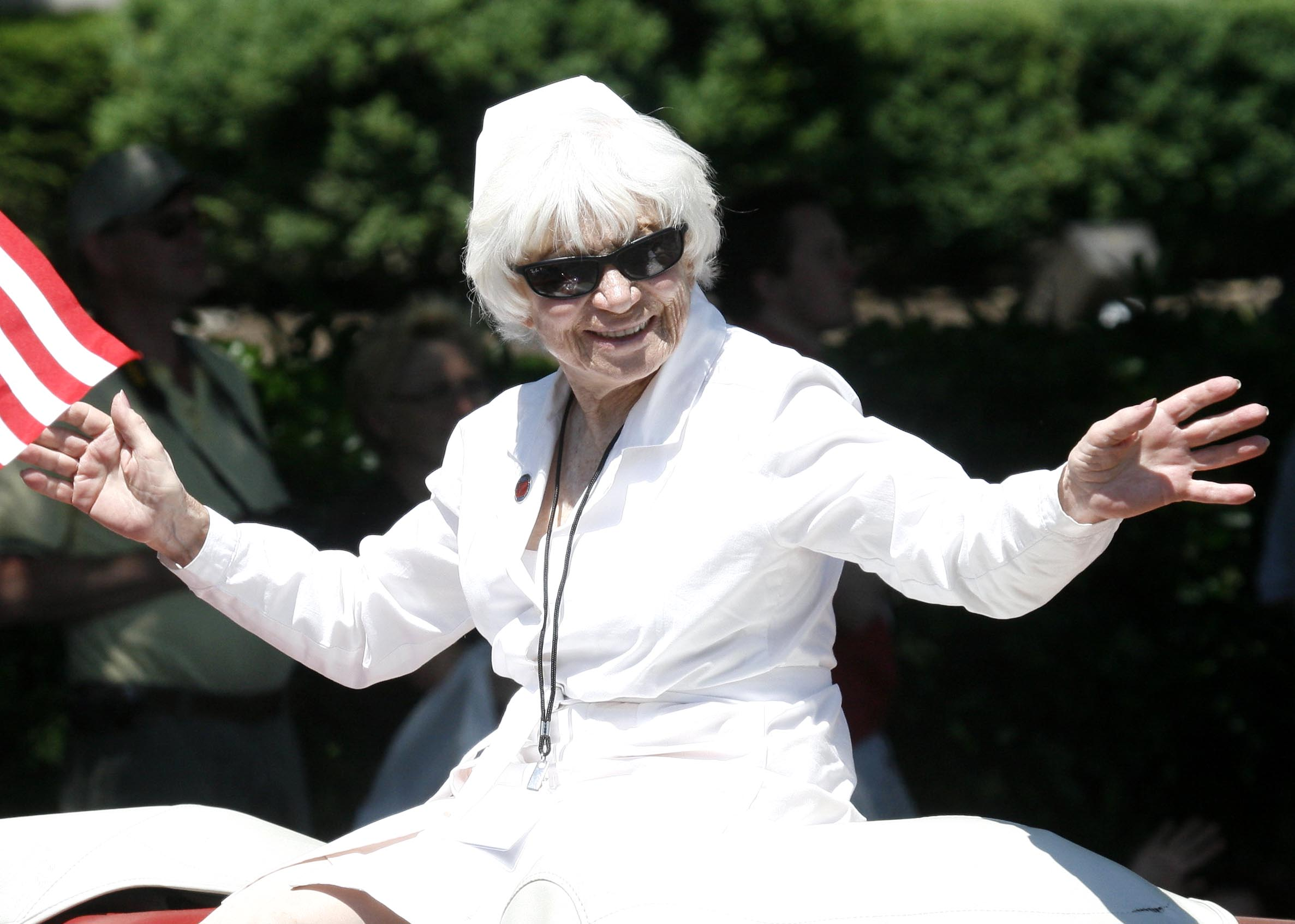
Edith Shain, la enfermera.

Debido a que al momento de tomar la foto, los protagonistas no fueron registrados, sus nombres quedaron en el incógnito, años después muchas personas reclamaron ser los protagonistas, solo Eisenstaedt podía identificarlos mediante un análisis comparativo de su fisonomía.
Edith Shain escribió a Eisenstaedt a finales de 1970 afirmando ser la mujer de la fotografía. En agosto de 1945, Shain estaba trabajando en un hospital de Nueva York como enfermera cuando ella y un amigo oyeron en el radio que la Segunda Guerra Mundial había terminado. Fueron a Times Square, donde se encontraba una multitud celebrándolo y nada más salir del metro, un marinero la agarró del brazo y la besó. Shain contó que en aquel momento pensó que podía dejar que la besara puesto que aquel hombre había luchado por ella durante la guerra. 
Fue hasta el año de 2007 que el ex marino Glenn Edward McDuffie  logró ser identificado como el verdadero marinero que aparece en la célebre captura fotográfica del 14 de agosto de 1945.  Glenn falleció a los 86 años de edad el 9 de marzo de 2014.
Edith Shain falleció el 20 de junio de 2010, a los 91 de años de edad, a causa de un cáncer de hígado.

## La fotografía en la cultura popular
En 2005, John Seward Johnson II esculpió en bronce una versión de 7,6 metros de altura, llamada Unconditional Surrender, para el 60 aniversario del fin de la Segunda Guerra Mundial. Con posterioridad, esculpió algunas réplicas en aluminio y plástico que se encuentran expuestas en San Diego y Sarasota.